# Alchimiste Parafaragaramus ou la Cornue infernale
Pour plus de détails, voir Fiche technique et Distribution.
Alchimiste Parafaragaramus ou la Cornue infernale est un film réalisé par Georges Méliès, sorti en 1906.

## Synopsis
Dans son atelier, un vieil alchimiste devise avec ses deux assistants puis s'endort. Un serpent apparaît, qui se change en bouffon et l’amène à faire grossir un alambic et à y faire apparaître un monstre, une femme puis un liquide. Le bouffon en sort, l’alambic explose et les deux assistants essaient de ranimer l’alchimiste évanoui alors que le bouffon continue en vain à jouer avec lui.